# مارك ويليامز (لاعب سنوكر)
مارك جيمس ويليامز (بالإنجليزية: Mark Williams)‏ (21 مارس 1975) هو لاعب سنوكر محترف ويلزي فاز ببطولة العالم للسنوكر ثلاث مرات في أعوام 2000 و 2003 و 2018  

## روابط خارجية
- مارك ويليامز على موقع CueTracker.net (الإنجليزية)
- مارك ويليامز على موقع بطولة العالم للسنوكر (الإنجليزية)
- مارك ويليامز على موقع اللجنة الأولمبية الصينية (الإنجليزية)